# Chiococca filipes
Chiococca filipes är en måreväxtart som beskrevs av Cyrus Longworth Lundell. Chiococca filipes ingår i släktet Chiococca och familjen måreväxter. Inga underarter finns listade i Catalogue of Life.